# 短面龙属
短面龙属（学名：Colobops）为喙头龙目的一个属。

## 下属物种
本属包括以下物种：
- Colobops noviportensis Pritchard, Gauthier, Hanson, Bever & Bhullar, 2018[2]